# استپان استپانیان (دولتمرد)
استپان استپانیان (Ստեփան Սամվելի Ստեփանյան؛ زادهٔ ۳۰ مهٔ ۱۹۸۸) یک دانشمند علوم سیاسی و سیاستمدار اهل ارمنستان است که از تاریخ ۲۰۱۹ تا تاریخ ۲۰۲۱ سمت نمایندگی دوره مجلس ملی جمهوری ارمنستان را برعهده داشت.

## زندگی‌نامه
در ۳۰ مهٔ ۱۹۸۸ ‏ در ایروان به دنیا آمد و از en:Russian-Armenian University فارغ‌التحصیل شد. 